# Cupola pentagonale elongata
In geometria solida, la cupola pentagonale elongata è un poliedro con 22 facce appartenente alla famiglia delle cupole elongate, che può essere costruito, come intuibile dal suo nome, allungando una cupola pentagonale attraverso l'aggiunta di un prisma decagonale alla sua base.

## Caratteristiche
Come detto, questo solido fa parte della famiglia delle cupole elongate; nel caso in cui tutte le sue facce siano poligoni regolari, la cupola pentagonale elongata diventa uno dei 92 solidi di Johnson, in particolare quello indicato come J20, ossia un poliedro strettamente convesso avente come facce dei poligoni regolari ma comunque non appartenente alla famiglia dei poliedri uniformi.

## Formule
Considerando una cupola pentagonale elongata avente come facce dei poligoni regolari aventi lato di lunghezza {\displaystyle a}, le formule per il calcolo del volume {\displaystyle V} e della superficie {\displaystyle A} risultano essere:
{\displaystyle V={\frac {a^{3}}{6}}\left(5+4{\sqrt {5}}+15{\sqrt {5+2{\sqrt {5}}}}\right)\approx 10,0183\ldots a^{3};}
{\displaystyle A={\frac {a^{2}}{4}}\left(60+{\sqrt {10\left(80+31{\sqrt {5}}+{\sqrt {2175+930{\sqrt {5}}}}\right)}}\right)\approx 26,5797\ldots a^{2}.}

## Poliedro duale
Il poliedro duale della cupola pentagonale elongata è un poliedro avente 10 facce a forma di triangolo isoscele, 5 a forma di aquilone e 10 a forma di quadrilatero irregolare.
| Poliedro duale | Sviluppo piano del duale |
| -------------- | ------------------------ |
|                |                          |